# Фридрих III Сальм-Кирбургский
Князь Фридрих III Сальм-Кирбургский (3 мая 1744, Велкенрадт, Валлония — 23 июля 1794, Париж) — суверен княжества Сальм-Кирбург (англ.), который большую часть жизни провёл в Париже.

## Биография

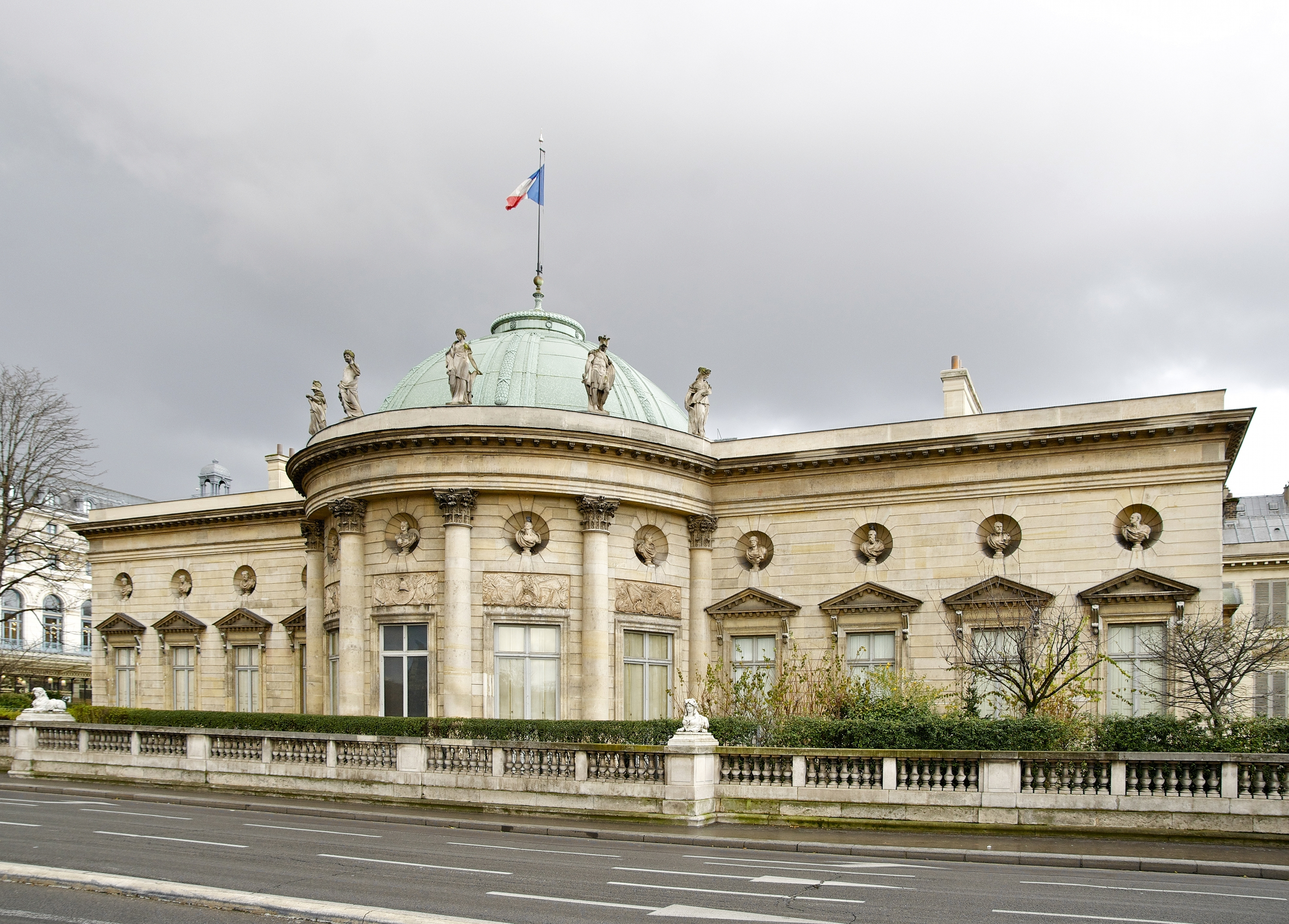
Вид на дворец Сальм с набережной Сены

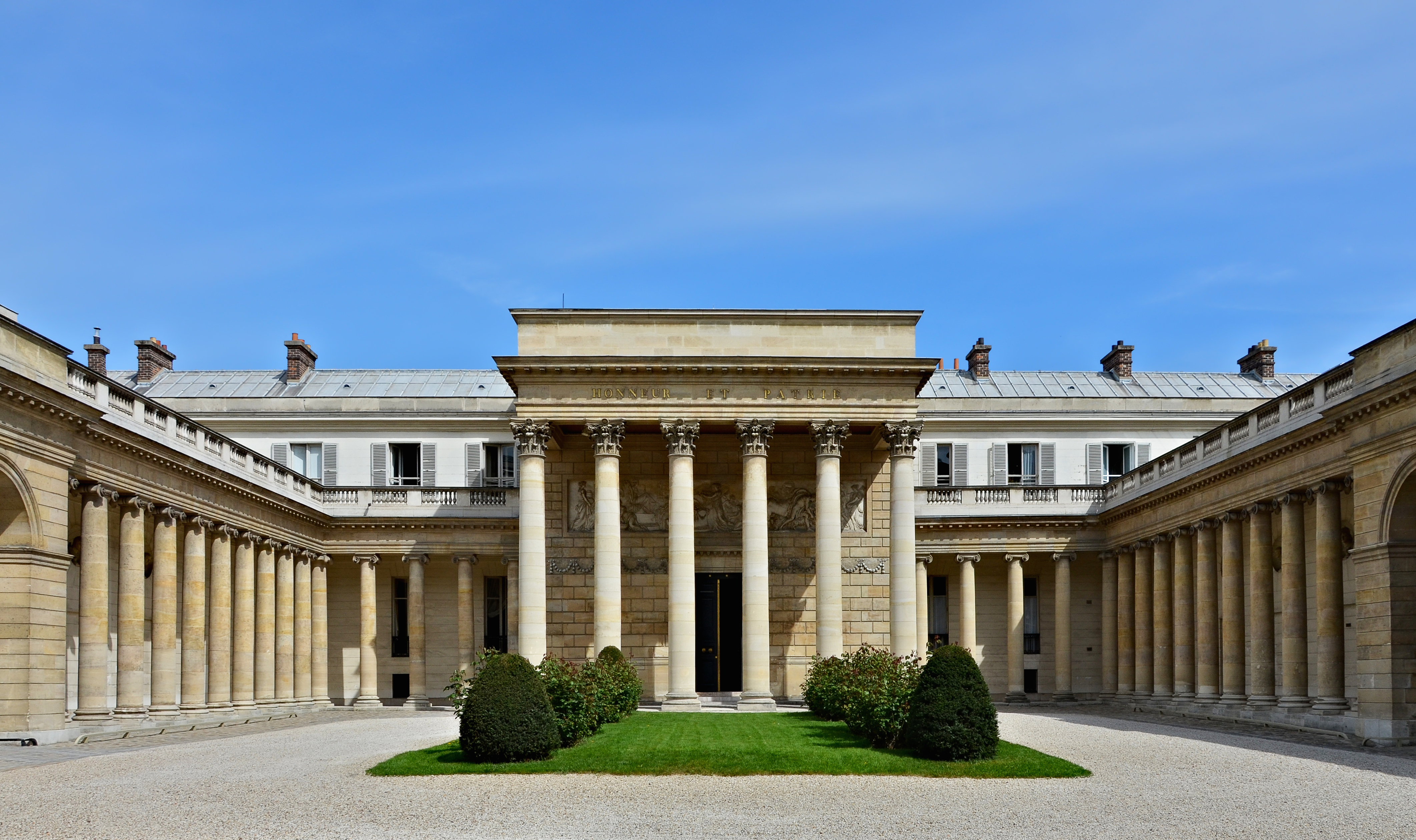
Внутренний двор дворца.

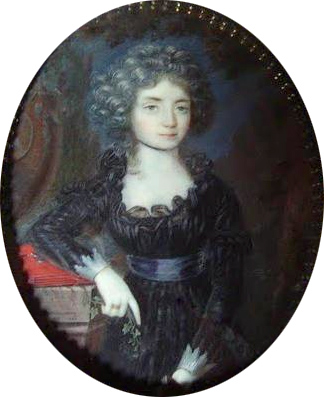
Иоганна Франциска (Жанна Франсуаза) Гогенцоллерн-Зигмарингенская, жена.

Представитель аристократической семьи Сальм. Родился в 1744 году в Лимбурге. Вырос в Париже, где в дальнейшем задумал построить роскошный дворец. По заказу принца, архитектор Пьер Руссо с 1782 по 1787 год возводил дворец («отель») Сальм, который стал выдающимся образцом французского классицизма. Дворец произвёл большое впечатление на Томаса Джефферсона (согласно его собственным словам), и, как считается, оказал влияние на архитектуру правительственных зданий в Соединённых Штатах. Уже в XX веке точная копия дворца Сальм была построена в Сан-Франциско, ныне там располагается музей. Ещё одна увеличенная копия была возведена недалеко от Парижа, в Рошфор-ан-Ивелин (фр.). В оригинальном дворце в Париже располагается штаб-квартира и музей ордена Почётного легиона и других французских орденов.
В строительство дворца князь вложил большую часть своего состояния и большую часть доходов своего княжества. В конечном итоге он вынужден был продать дворец архитектору Руссо, руководившему строительством, а сам проживал во дворце на правах арендатора.
Фридрих Сальм-Кирбургский был женат на Иоганне Франциске (Жанне Франсуазе) Гогенцоллерн-Зигмарингенской (1765—1790), которая была 11-тым ребёнком владетельного князя Карла Фридриха, суверена Гогенцоллерн-Зигмарингена. В этом браке родилось четверо детей. С другой стороны, родная сестра Фридриха Сальм-Кирбургского, Амалия Зефирина, вышла замуж за князя Антона Алоиса, престолонаследника Гогенцоллерн-Зигмарингена.
Стремясь поправить своё финансовое положение, князь Фридрих стремился устроить брак кого-нибудь из своих родственников с представительницей одной из семей парижских банкиров (богатейшей верхушки парижской буржуазии), однако, этого добиться не удалось.
На начальном этапе Французской революции князь Сальм-Кирбург (как и некоторые члены королевской семьи — герцог Орлеанский и герцог Шартрский) заявил о своей поддержке революционеров, возглавил батальон национальной гвардии а арендованный дворец превратил в штаб-квартиру революционного клуба.
Однако в эпоху якобинского террора князь был арестован и казнён на гильотине в один день с генералом Александром де Богарне, первым мужем будущей императрицы Жозефины, после чего был похоронен на парижском кладбище Пикпюс.